# Explorers Club
Explorers Club je američka progresivna rock [[supergrupa]] koju su 1997. godine osnovao pjevač Trent Gardner sastava Magellan. Osim njega mnogi drugi priznati glazbenici sudjelovali su u ovoj supergrupi, pa tako i John Petrucci, John Myung JamesLaBrie iz Dream Theatera, Derek Sherinian (klavijaturist Yngwie Malmsteena i bivši klavijaturist Dream Theatera), Steve Howe, Billy Sheehan i James Murphy.

## Diskografija

### Studijska izdanja
- Age of Impact (1998.)
- Raising the Mammoth (2002.)